# Infinity Nikki
Infinity Nikki — условно бесплатная ролевая игра и dress-up или «одевалка», разработанная китайской студией Papergames и сингапурской компанией Infold Games и выпущенная 5 декабря 2024 года. Игрок управляет героиней Никки, которая перемещается по игровому миру и выполняет разные квесты, чтобы собирать материалы для создания разнообразных костюмов. Костюмы играют ключевую роль в игре. Они наделяют героиню разными способностями, чем больше костюмов получит или сошьёт Никки, тем больше локаций она сможет изучить.
Infinity Nikki является пятой частью во франшизе игр Nikki, где требуется подбирать разные костюмы для героини Никки. Вместе с каждой новой частью, разработчики повышали планку качества, и компания Infold Games задумала создать первую в истории AAA-игру жанра «одевалки», совместив её с исследованием открытого мира, как в ролевой игре. Разработкой руководил бывший сотрудник Nintendo Кэнтаро Томинага, один из ключевых разработчиков Breath of The Wild.

## Игровой процесс
Игрок управляет героиней по имени Никки (Су Нуаннуань в оригинальной китайской версии), которая — вместе со своим котом Момо — попадает в волшебное измерение Мираленд, надев зачарованное платье. В разрушенном замке Никки встречает проклятую богиню Эну, даровавшую девушке «сердце вечности», чтобы она могла воссоздать волшебные наряды и спасти Мираленд от зла. Особую роль в мире Мираленда играют стилисты, создающие модные костюмы и формирующие модные гильдии. Стилисткой решает стать и главная героиня. Она знакомится с Дадой и её младшей сестрой Бебе, которые приглашают героиню в гильдию стилистов Florawish.

### Мир
Основная часть игрового процесса сводится к изучению обширного игрового мира. Никки может общаться с жителями, чтобы выполнять побочные квесты или узнать больше об окружающем её мире. По мере прохождения, локации становятся более разнообразными. В игре представлены разные виды валюты среди которых основные — это «bling», внутриигровой аналог денег и «whimstars» — очки древа навыков. В их поисках Никки должна изучать окружающие территории на предмет сундуков, которые также могут выдавать вознаграждения, из них могут выскакивать вражеские NPC. Также Никки может собирать растения, ловить насекомых, рыб, вычёсывать животных, чтобы получать шерсть в качестве материалов для создания одежды. Момо может обнаруживать whimstars на расстоянии.
Никки может также перемещаться по миру на велосипеде или верхом на огромных птицах, перемещающихся по определённым маршрутам. Открывая доступ к новым костюмам и вместе с этим — новым способностям, Никки сможет пробираться в ранее недоступные локации, например совершая длинные перелёты или уменьшаясь в размерах.
Никки может изучать подземелья, представляющие собой плaтформенные локации с повышенной сложностью прохождения, населённые опасными фантастическими существами и в которых героиня может сражаться с игровыми боссами. Светящиеся розовые кубы открывают доступ в локации-святилища, аналогичные таковым в играх Zelda, где требуется решать головоломки, за решение которых можно получить whimstar.
В игру встроен режим фото с фильтрами, позволяющий фотографировать героиню в разных позах и с разных ракурсов на разных фонах.

### Наряды и навыки
В игре особое внимание уделяется костюмам и моде. Игрок по мере прохождения может разблокировать обширную коллекцию костюмов. После вступления в модную гильдию, Никки получает планшет Pear-Pal, в котором может проверить свои навыки швеи, набор предметов для крафта, квесты и просматривать карту мира.
В игре есть есть три типа нарядов — чудо-наряды (англ. miracle outfits), наряды способностей (англ. ability outfits) и прочие наряды без способностей. Чудо-наряды требуется создать для прохождения сюжетной линии и на их создание требуется множество ресурсов. Наряды способностей наделяют Никки разными способностями или открывают доступ к уникальным взаимодействиям. Их можно создать, прокачивая древо навыков, также многие костюмы из баннеров являются нарядами способностей. Такие наряды например позволяют совершать прыжки на дальние расстояния, скрытно перемещаться, планировать по воздуху или заниматься рыбалкой. Костюмы можно мгновенно менять через колесо быстрого доступа. Каждый костюм также сопровождают разные визуальные эффекты.
Многие наряды требуется создать по чертежам, собрав нужное количество требуемых ресурсов. Чертежи игрок может получать, проходя сюжетную линию, выполняя побочные квесты или находя сундуки. Материалы для крафта — это как правило растения, насекомые, рыба, шерсть животных. Также некоторые наряды можно купить у NPC или выиграть в автомате гасяпон. В игру встроена функция перекраски одежды за ограниченные ресурсы. Количество доступных перекрасок зависит от количества эволюций, приобретённых для текущего наряда.
Все наряды в игре имеют рейтинг от двух до пяти звёзд. Чем больше звёзд у «наряда», тем больше у него очков, которые требуются для выигрыша в модных состязаниях — одном из ключевых аспектов в Infinity Nikki. Все наряды можно прокачивать до десятого уровня взамен на «нити чистоты» (англ. thread of purity) и блестящие пузыри (англ. shining bubbles), чем больше звёзд у наряда, тем больше очков можно прокачать. Все наряды поделены на пять основных категорий — «крутые» (англ. cool), свежие (англ. fresh), «сексуальные» (англ. sexy), «элегантные» (англ. elegant) и «милые» (англ. sweet). Как правило в стильных соревнованиях требуется применять костюмы из одной или двух категорий. Пятизвёздочные и четырёхзвёздочные наряды можно получить, совершая «прокрутки» во внутриигровом магазине — основном гача-элементе Infinity Nikki. В игре для круток доступны 4 постоянных наряда и ограниченные по времени, сезонные наряды. Дополнительные очки нарядам обеспечивают «эврики» (англ. eureka) — декоративные элементы.

## Разработка
Infinity Nikki была разработана под руководством Кэнтаро Томинаги, известного за свою работу над The Legend of Zelda: Breath of the Wild. В команду создателей вошло более, чем 1000 человек, игра создавалась более пяти лет. Игра является сиквелом популярной в Китае франшизы Nikki, где игроки могут подбирать модные костюмы для героини Никки. Первая игра серии — Nikki UP2U: A Dressing Story была выпущена ещё в 2012 году. Игровой процесс сводился к тому, что игрок должен был подбирать Никки нужный наряд, например для похода в ресторан или чтобы ложиться спать. Её сиквел Hello Nikki был уже локализован на английском языке и включал путешествие героини по разным странам. Третья часть Love Nikki уже вводила фантастические элементы и «модные сражения» с лучшими дизайнерами из разных стран. Игра собрала 100 миллионов игроков и заработала более 285 миллионов долларов. Её сиквел — Shining Nikki стал первой игрой-одевалкой, переведённой в трёхмерную графику, и помимо переодевания — включала элементы RPG. Доходы от игры составили 416 миллионов долларов.
Представители компании Infold Games заметили, как они постепенно меняли общественное восприятие игр-одевалок в Китае и других странах Азии, на момент выхода первой игры данный жанр считался слишком нишевым, но компании удалось доказать, что у этого жанра есть своя крупная аудитория и потенциальный рынок при желании создавать качественные игры. Никки стала культурным феноменом и женской ролевой моделью среди китайских девушек и девочек, аналогично Барби в США или Мику в Японии. Вместе с созданием каждого сиквела, компания Infold Games достигала нового уровня качества и решила пойти на смелый шаг — создать одевалку AAA уровня с открытым игровым миром, что было беспрецедентным случаем в истории игровой индустрии. Представители компании заметили, что их отговаривали от этой идеи, называя слишком рискованной.
Для успешного выполнения поставленной цели компания приглашала в команду создателей известных и опытных разработчиков. Например в качестве руководителя разработки пригласила разработчика-ветерана Nintendo — Кэнтаро Томинагу, работавшего над играми серии The Legend of Zelda. Ранее Томинага переехал из Японии в Китай и имел некоторый опыт в разработке игр-одевалок. Разработчик заметил, что вся команда разработчиков была собрана из молодых геймдизайнеров и программистов, и он оказался самым старым в команде. Большая часть разработчиков, с которыми он должен был общаться по работе могла говорить на японском языке, и для Томинаги это решало проблему языкового барьера.
За дизайн персонажей отвечал Брент Хомман, раннее 16 лет проработавший над анимационными проектами в Disney. Хомман отвечал за создание характеров персонажей и диалогов. Например Никки он наделил качествами инициативной и позитивной настроенной девушки, а Момо наделили чертами милого, но и сильного духом персонажа.

### Графика и мир
Игра создавалась на движке Unreal Engine 5. Её разработка началась на Unreal Engine 4, до выхода пятого поколения движка. Переход на UE5 был сопряжен с рисками и лишними расходами, но компания пришла к выводу, что к моменту выпуска игры — UE4 уже слишком устареет. Переход также был связан с тем, что UE5 упрощала работу с тканью. Создание проработанного и реалистичного окружения было изначальной задачей при начале разработки. Реалистичное окружение нужно было совместить со стилизованным дизайном персонажей серии Nikki, что составляло некоторые трудности в конце концов разработчики остановились на стилистике, названной ими «бесконечное тепло». Освещение в игре основано на физическом рендеринге PBR, как это сделано в проектах Disney, что одновременно придаёт окружению высокий уровень реализма, но и сохраняет анимационный стиль. Команда избегала цветокоррекции и постобработки, которые мешали бы настройке светофильтров в режиме создания фотографии. Стиль персонажей и окружения выдержан в фирменном стиле игр серии Nikki. Команда работала над оптимизацией игры, главным образом для мобильной версии. При оптимизации, разработчики показывали сторонним наблюдателям в слепую одни и те же кадры до и после оптимизации, создатели стремились к результатам, где наблюдатели не могли определить разницу в качестве.
Особое внимание уделялось анимациям, визуальным и звуковым эффектам, связанным с платьями. Для Infinity Nikki требовалось создать куда больше анимаций, чем для предыдущей игры серии, учитывая, что героиня перемещается в открытом мире. Создание реалистичной и основанной на физике анимации ткани стало одной из сложнейших задач для разработчиков. Для этого применялась скелетная физика и моделирование ChaosCloth. Сложность была связана с тем, что Никки бегает, прыгает и сражается со вражескими NPC в открытом мире, одновременно одежда разной формы должна была корректно реагировать на действия Никки, воздушные потоки, турбулентность и в целом вести себя, как подчиняющая законам физике ткань. Для корректного изображения прозрачных тканей под всеми углами обзора, разработчики переработали утилиту Order-Independent Transparency (OIT). Для корректного отображения динамичных узоров была использована утилита UV Motion. Разработчики также создали собственную утилиту, позволяющую отдельным украшениям и кристаллам на костюме ярко блестеть при применении светящихся эффектов.
При построении мира использовались утилиты Virtual Heightfield Mesh (VHM) и Virtual Texturing (VT). В игру также встроена физика малых объектов, например при беге и прыжках разлетается листва. Игровой мир создавался с вниманием к мелким деталям и обильной растительностью. Это стало возможным благодаря применению технологии GPUDriven, позволяющей генерировать локации с густой растительностью
Разработчики проработали серию биомов — альпийские хвойные леса, горные смешанные леса, пышные широколиственные леса и цветочные поля разных типов. Для каждого биома создавались разные виды флоры и фауны. Создатели хотели сделать всю фауну доступной для взаимодействия, будь то насекомые или мелкие птицы. Чтобы игрок легче замечал их на расстоянии, разработчики прибегали к некоторым хитростям, например размер насекомых на дальнем расстоянии немного увеличивается. Для животных и пчёл была разработана утилита для меха Fur, с настройкой плотности и длины меха и которая автоматически ухудшает качество текстуры меха при отдалении игрока от объекта для оптимизации. Так как графика к игре создавалась ориентировачно для работы на ПК, игру для мобильных устройств приходилось серьёзно оптимизировать, разработчики заметили, что им удалось добиться высококачественной графики и стабильной работы игры по меркам мобильных устройств.
Одна из главных целей для создания живописных локаций — режим фотографирования. Разработчики упоминали, что игроки любили делится скриншотами из предыдущих игр серии Nikki и им было важно сохранить эту функцию жизнеспособной в Infinity Nikki.

### Игровой дизайн
Ключевой аспект игры — открытый мир и изучение игровых локаций. Создание костюмов и изучение мира неразрывно связанны. Игрок изучает мир для поиска чертежей и материалов для костюмов, чтобы открыть доступ к ранее недоступным локациям и ресурсам, а также найти новые чертежи и ресурсы, что, со слов Томинаги, образует своеобразный цикл. Основная проблема, типичная для открытого мира заключается в том, что игроки со временем устают от однотипного контента. Infinity Nikki решает эту проблему введением механик, связанных с костюмами и переодеванием, перекочевавшим из предыдущих игр серии Nikki. Разработчики особенное внимание уделили функциям внутриигровой камеры, чтобы побуждать игроков делать фотографии с разными ракурсами, позами и фильтрами.
Томинаги сравнивал разработку с уникальным опытом, образно описывая игру, как «бесконечный подбор костюмов с бесконечными возможностями». Чтобы сделать подбор нарядов центральной темой игры, костюмы было решено связать с разными игровыми механиками и способностями. Таким образом, игромеханически костюмы выполняют роль оружия, снаряжения и навыков для игрового персонажа. Не все костюмы наделяют способностями. Есть возможность создавать настраиваемые костюмы, комбинируя разные аксессуары. Эта механика была специально реализована для возможности творческого самовыражения.
Особый акцент в игре делался на кроссплатформенность, чтобы игра подходила для игры на разных платформах, а также, чтобы игрок мог одновременно играть на нескольких устройствах без потери прогресса. Infinity Nikki разрабатывалась ориентировочно для игры на персональных компьютерах, уже затем создавались на других платформах. Это отличается от типичного подхода к разработке гача-игр, который создаются изначально для мобильных платформ.

## Музыка
Музыка к игре была записана студией FoldEcho, подразделением Infold. Экран загрузки в релизной версии сопровождался песней «Together Till Infinity», исполненной английской певицей Джесси Джей. 24 января Infold выпустила официальный саундтрек с 87 треками.
Каждый фоновый трек привязан к определённой локации, который сменяют друг друга при перемещении по карте. Оркестровые композиции записывались с участием Будапештского оркестра. Музыкальным директором выступил «Roger». Он заметил, что не хотел создавать типичную фоновую музыку, а желал, чтобы она придавала игре больший шарм. Основной темой для музыкальных композиций Флоравиша, Бризи Мидоу и окружающих локаций стала «красота повседневной жизни», положительные моменты, придающие больший смысл жизни. Композиторы вдохновлялись историческими кварталами и садами города Сучжоу, хотя сама музыка и игра не отражают традиционную китайскую эстетику. Треки для Флоравиша и Бризи Мидоу создавались в двух аранжировках — для солнечной (скрипка, виолончель, гитара, аккордеон) и дождливой погоды (маримба, калимба, хэндпан). Для солнечной погоды играют скрипки, виолончели, аккордеоны. Музыка, связанная со Стоунвиллем подчёркивает трудолюбие его жителей, любовь преданность своей общине. В музыке присутствуют ирландские мотивы и для главный партий используются вистл, ирландская флейта и лютня. Треки для Заброшенного региона создавались более меланхоличными, призванными подчеркнуть скоротечность жизни но и готовность приспосабливаться к переменам. Музыка в «Лесах желаний», где обитают духи фей подчёркивает волшебный и сказочный антураж. При этом музыка не должна была звучать слишком «серьёзно». Она отражала китайскую буддистскую концепцию «baoxiang zhuanguan», описывающую одновременно что-то достойное/величественное и милое/игривое.
| - 1. \\\Nikki Nikki/// — 1:27 - 2. Step into Miralend — 2:26 - 3. Weawing a Dream — 2:14 - 4. The Corner Where Wishes Sway — 2:06 - 5. Heartfelt Whispers — 1:56 - 6. Wishes Beneath the Eaves — 2:24 - 7. The Wish of a New Day — 1:59 - 8. Heartstring of a Flower — 2:27 - 9. Within a Dream — 2:11 - 10. Slumbering Blossoms — 2:03 - 11. Flight of the Paper Crane — 3:03 - 12. Good Night, My Wish — 3:09 - 13. By the Lakeside — 3:10 - 14. Lights by the Waterside — 3:05 - 15. Bibcoon Dance — 1:39 - 16. The Arrival of Whim — 2:15 - 17. A Diligent Day — 1:36 - 18. Dreams of Needles — 0:36 - 19. A Spoonful of Sunshine — 1:11 - 20. When the Birds Return — 0:40 - 21. The Spinning Music Box — 2:00 - 22. The Morning Song of the Daisy — 2:00 - 23. Here Comes Timis! — 1:10 - 24. Beneath the Wishtree — 1:09 - 25. Under the Cover of Night — 2:14 - 26. Moments of Darkness — 0:48 - 27. Ribbit Waltz — 1:38 - 28. Dancing in the Rain — 2:18 - 29. Echoes of Ding-Dong — 1:16 | - 30. O Captain! My Croaker! — 1:01 - 31. The Monroefin Jam — 2:40 - 32. The Cradle of Wishes — 2:25 - 33. The the Heart of Wishes — 2:09 - 34. Falling into a Dream — 2:21 - 35. Hidden Wishes — 1:01 - 36. Thousands Upon Thousands of Wishes — 0:46 - 37. Where Wishes Lay — 1:10 - 38. Find My Way — 3:16 - 39. Taking the Wish Bottle — 2:28 - 40. When the Aurosa Blooms — 1:18 - 41. A Poem Faraway — 2:57 - 42. Catching Bugs — 2:49 - 43. Nocturnal Murmurs — 2:36 - 44. Touched By a Breeze — 2:03 - 45. Homeward Breeze — 2:06 - 46. Morning, Breezy Meadow! — 2:02 - 47. A Soft Evening Breeze — 2:03 - 48. The Leisureely Anglers — 2:19 - 49. Breezes in the Meadow — 2:46 - 50. Sleeping in the Meadow — 3:08 - 51. Gates of the Palace Ruins — 1:44 - 52. Faded Dreams of the Ruins — 1:49 - 53. Silent Ruins — 1:26 - 54. When the Fog Breaks — 2:38 - 55. After the Smoke Has Cleared — 1:52 - 56. The Bullquet's Invitation — 1:33 - 57. Night With the Bullquet — 0:46 - 58. The Swan'S Blessing — 1:46 | - 59. Sailing Away — 1:17 - 60. Night Mooring — 1:00 - 61. Time Goes On — 1:56 - 62. Distant Traces — 1:33 - 63. Among the Ruins — 1:57 - 64. Traces of a Distant Memory — 2:03 - 65. The Vow of the Guardian — 1:33 - 66. Song of the Open Fields — 4:10 - 67. The Journey Home — 2:56 - 68. Purification Time! — 1:23 - 69. A Miracle of Light — 2:06 - 70. Go, Pear-Pal! — 1:18 - 71. Find the Whimstar! — 0:35 - 72. Whim Waits for No One — 1:23 - 73. Stars Above the Clouds — 0:52 - 74. Full Speed Ahead — 1:15 - 75. Going for That Perfect Score — 0:43 - 76. Riding on a Paper Crane — 0:53 - 77. Go for the Goal! — 0:45 - 78. Bye-Bye Dust! — 0:30 - 79. Acquiring — 2:00 - 80. Mysteries of the Mind — 3:13 - 81. Escalation — 1:57 - 82. Moonlit Memories — 1:08 - 83. The Banshee's Puppet — 0:55 - 84. A Dance of Elegance — 1:02 - 85. The Duel for Cool — 1:01 - 86. Wishes and Delusions — 2:50 - 87. Infinity Begins Wish You — 1:29 |

## Анонс и выход
Infinity Nikki была анонсирована 30 ноября 2022 года, тогда было известно, что игра будет сочетать в себе исследование открытого игрового мира и жанр «переодевалки» франшизы Nikki. Тогда же был выпущен первый трейлер игры.
Разработчики объявили о начале тестирования игры в третьем квартале 2024 года. Infinity Nikki была выпущена на платформах PlayStation 5, ПК, Xbox Series X, iOS и Android.
Стенд с демонстрацией игрового процесса показывался на выставке Gamescom 2024. Тогда же открылась предварительная регистрация в App Store и Google Play для возможности получить особые награды. За сутки по всему миру зарегистрировалось более 12 миллионов человек. Пользователи, совершившие первые 30 миллионов регистраций, получили внутриигровую награду. Планка в 30 миллионов регистраций была достигнута в ноябре 2024 года. Хотя большая часть игроков Infinity Nikki из Китая, доля иностранных игроков заметно выше, чем в предыдущих играх серии.
К 9 декабря Infinity Nikki была скачана более 10 миллионов раз, к 13 декабря — 20 миллионов раз Значительная часть доходов с внутриигровых покупок (50% в Китае и до 80% за его пределами) приходится на игроков ПК и PlayStation 5, что необычно, так как традиционно подавляющую часть доходов от гача-игр обеспечивают игроки мобильных устройств. Через месяц после выхода игры общие доходы с мобильной версии составили 16 миллионов долларов, что в 40 раз превысило доходы с предыдущей игры Love Nikki, полученные за тот же период.

### Споры
Релиз игры сопровождался протестной реакцией у некоторых поклонников Genshin Impact, который сочли Infinity Nikki плагиатом своей любимой игры. Они взломали официальный сайт Infinity Nikki, чтобы оставить там оскорбительное сообщение.
Хотя встроенная гача-система не требует столь крупных вложений, как во многих других китайских гача-играх, Infinity Nikki по прежнему критиковали за некоторые «хищнические» механики, итогом этого стали некоторые корректировки в гача-системе, например отказ от ограниченных во времени кристаллов для текущего баннера. Причиной массовых споров и призывов к бойкоту игры стало обновление 1.5 добавившее пятизвёздочные костюмы, состоящие из 11 частей вместо привычных 8 или 9, что подразумевало необходимость совершать большее количество круток.
Релиз Infinity Nikki также сопровождался массовыми призывами к бойкоту игры в Южной Корее. Это стало следствием скандала, связанного с приквелом Shining Nikki, когда в 2020 году в игре национальный корейский костюм ханбок был представлен, как китайский. Южные корейцы обвинили Papergames в культурной апроприации и оскорблении своей нации. Китайская компания в свою очередь твёрдо отвергала все обвинения и объявила о намерении защищать свои национальные интересы. Это обернулось шквалом критики и ненависти против Papergames и в итоге её временным уходом из южнокорейского рынка. Компания предприняла попытку снова вернуться в
Корею с выпуском Infinity Nikki.
В январе Infold Games опубликовала коды активации с внутриигровыми подарками, но доступными только для игроков в Китае. Это вызвало негативную реакцию у западных игроков, встревоженных по поводу того, что китайские игроки в будущем могут получать больше подарков и наград, как это происходит в Shining Nikki.

### Обновление 1.5
Самым скандальным стало обновление 1.5, вышедшее в конце апреля 2025 года. Игроки столкнулись с массовыми внутриигровыми ошибками, в том числе невозможностью запустить игру, последовавшие обновления могли уменьшать количество собранных ресурсов у игроков. Массовую гневную реакцию вызвала серия спорных решений, введённых с дополнением. Вышедшие с обновлением пятизвёздочные наряды включали по 11 частей, что выше нарядов из предыдущих обновлений и вместо традиционных 180 круток для гарантированного получения нарядов требовалось совершить 220 круток. Также для механики перекраски были введены новые платные ресурсы. Для разблокировки всех цветовых вариантов только одного костюма потребуется от 300 до 400 долларов, хотя раньше разработчики давали понять, что ресурсы для перекраски можно будет собирать в игре. Игроки, недовольные вышеописанными событиями, начали призывать бойкотировать игру, но Infold на своих официальных каналах начала зачищать комментарии. После этого недовольные игроки запустили акцию «Girlcott» как с призывами бойкотировать игру, так и требованиями к разработчикам решить вышеописанные проблемы. 
Другой важной причиной для массового недовольства стало изменение сюжетной предыстории Никки, отказ от тропа героини-попаданки, удаление сцен с некоторыми ключевыми для сюжета персонажами, что, по мнению игроков, ухудшило качество сюжета и сделало историю непонятной для новичков. 

## Восприятие
| Сводный рейтинг       | Сводный рейтинг |
| Агрегатор             | Оценка          |
| --------------------- | --------------- |
| Metacritic            | PC: 80/100      |
| OpenCritic            | 80%             |
| Иноязычные издания    |                 |
| Издание               | Оценка          |
| Digital Trends        | 3.5/5           |
| Edge                  | 6/10            |
| Eurogamer             | 4/5             |
| IGN                   | 9/10            |
| PC Gamer (UK)         | 74/100          |
| Русскоязычные издания |                 |
| Издание               | Оценка          |
| StopGame.ru           | Похвально       |

Отзывы игровых критиков в целом были преимущественно положительными. Карли Велоччи с сайта IGN оставил восторженный отзыв и похвалил обилие игрового контента. Редко, когда франшиза делает такой скачок вперёд, но Infinity Nikki удалось сделать это с изяществом. Джессика Ор с сайта Eurogamer заметила, что Infinity Nikki это не просто очередная игра, похожая на Genshin Impact, она во всех смыслах превосходит её и претендует на то, чтобы стать новым стандартом среди гачи-игр. Игра способна встряхнуть индустрию гача-игр, как это сделала сама Genshin Impact в 2020 году, а если и нет, то у miHoYo определённо появился грозный конкурент. Аналогично представитель PC Gamer заметил, что Infinity Nikki имеет все шансы встать в один ряд с главными гача-звёздами.
Николь Карпентер с сайта Polygon заметила, что разработчикам удалось блестяще объединить геймплей переодевалки с модными соревнованиями из франшизы с фэнтезийным миром, скрывающим свои тёмные тайны. Игра очевидно целится на женскую аудиторию, почти полностью исключив элементы насилия и выделяя особое внимание моде, традиционно любимой у женщин. Представитель Vgames наоборот увидел в этом главную проблему игры, заметив, что для поклонников RPG она недостаточно сложна, но одновременно может оказаться слишком сложной для аудитории франшизы Nikki, на которую игра очевидно ориентируется. Представитель IXBT заметил, что игра имеет все шансы стать новым феноменом в игровой индустрии.

### Mир и стиль
Игровой мир Infinity Nikki был признан её сильнейшей стороной. Критики хвалили его за обширность, красивые пейзажи и внимание к деталями. Он подойдёт игрокам, любящим изучать открытые миры. Со слов критика IGN, мир ощущается таким же огромным, как и в Genshin Impact или The Legend of Zelda: Breath of the Wild. Представительница Eurogamer также сочла Мираленд схожим с локациями из Genshin Impact. Даниел Робсон, другой журналист с сайта IGN сравнил мир Infinity Nikki c «Волшебником страны Оз», Final Fantasy и Парижской недели мод, также с примесью Gravity Rush и «Бесконечной историей». Первая локация по мнению Робсона выглядит, как Хайрул в интерпретации Studio Ghibli. Карли Велоччи назвала игровой мир приторным, где каждый его обитатель выглядит так, будто «сидит на диете из покрытого глазурью мороженого с посыпкой». Джессика с Eurogamer заметила, что Мираленд ощущается, как настоящий и живой мир, а не симулятор контрольного списка. Часть критиков указали на то, что сюжет в игре очарователен, но порой ощущается странным и абсурдным. Критик Vgames заметил, что Infinity Nikki в начале перегружают сюжетом, от чего может возникнуть чувство дезориентации. Некоторые критики похвалили музыку, представитель IGN назвал её стиль типичным для аниме-сериалов. Критик Vgames назвал саундтрек лучшим для игры 2024 года.
Критики похвалили игру за её разнообразную и красивую коллекцию костюмов, типичную для франшизы Nikki. В игре присутствует типичное для франшизы меню с нарядами. Infinity Nikki сохраняет формулу игры-переодевалки. Со слов критика IGN видно, что разработчики вложили очень много времени в одежду, Никки выглядит потрясающе во всех нарядах. Обозревательница Polygon заметила, что Infinity Nikki наследует главную проблему франшизы Nikki, а именно что исход в модных битвах определяется количеством очков отдельных элементов одежды, а для достижения выигрышной комбинации, игрокам в итоге приходится создавать нелепые наряды.

### Игровой процесс
Игровые критики в целом похвалили Infinity Nikki за обилие и разнообразие игрового контента. Обозревательница IGN заметила, что игра постепенно вводит новые функции геймплея, сохраняя свежесть на протяжении долгого прохождения. Аналогично Джессика с сайта Eurogamer заметила, что прохождение становилось всё более увлекательным по мере постепенного раскрытия игрового контента и способов прохождения. Джессика также оценила продолжительность случайных квестов от 30 секунд до нескольких минут, упоминая склонность к искусственному растягиванию аналогичных квестов в Genshin Impact. Представительница PC Gamer призналась, что из-за обилия игрового контента и стремления собрать предметы коллекционирования, она часто заблуждалась и забывала о прохождении основной миссии.
Оценка боевой системы была сдержанной. Велоччи с сайта IGN заметил, что игра определённо отражает идею ненасилия, упоминая, что уничтожение вражеских персонажей преподносится, как их очищение, главная героиня не может умереть, в игре нельзя убивать животных для ресурсов, но можно бережно с ними ухаживать, чтобы получить например шерсть. Джессика с сайта Eurogamer оценила упрощённую систему боя, заметив, что это понравится игрокам, уставшим тратить много времени на покачивание экипировки. Остальные обозреватели раскритиковали слишком примитивную систему боя. Одного из игровых боссов можно победить за 90 секунд. Infinity Nikki имеет низкий уровень сложности, поэтому она не подойдёт игрокам, любящим сложные прохождения.
Критике подверглись слишком сложный интерфейс и перегруженное меню улучшения навыков и премиальных валют. Это определённо запутает игроков, даже ветеранов гача-игр или хардкорных геймеров. Тейлор с сайта Eurogamer заметила, что меню в игре на столько сложное, что позволяет разными способами достигать одних и тех же целей и от меню у неё «болела голова». 
Гача-элементы в игре получили неоднозначную оценку. Встроенная монетизация не слишком агрессивная и позволяет завершить прохождение без необходимости доплачивать. Представительница Screenrant назвала гача-элементы в Infinity Nikki гораздо более щадящими, нежели в других гача-играх, упоминая, что весь игровой контент в игре остаётся доступным для игрока, а через крутки игроки получают только косметические предметы. Представительница GameRant упоминала, что Infinity Nikki вводит в заблуждение игрока. Хотя игра обещает выпадение случайных предметов одежды после 5 или 20 круток для четырёхзвёздочных и пятизвёздочных нарядов, на деле шанс получить небольшие аксессуары вдвое выше, чем платье и причёску. 

### Популярность и влияние
Некоторые косплееры начали воссоздавать наряды из игры и публиковать фотографии в интернете.
Стейси Хенли с сайта The Gamer заметила, что Infinity Nikki стала прецедентом в игровой индустрии — первой AAA-игрой, нацеленной прежде всего на женскую аудиторию, на фоне выпуска серии провальных и получивших клише «повесточных» AAA-игр за попытку расширить в них разнообразие. Хенли заметила, что Infinity Nikki доказывает, что обширная женская аудитория существует и её можно охватить. Хенли выразила надежду, что эта игра станет образцом для потенциальных будущих проектов, но заметила, что произойдёт это не раньше, чем через 5 лет, учитывая желание крупных издателей держаться за проверенные жанры.
Анна Диаз с сайта Polygon заметила, что популярность Infinity Nikki среди женщин обусловлена не только акцентом на моде и переодевании, но и воссоздании уютной и коттеджевой эстетики, популярной у женских сообществ в интернете и прежде существовавшей среди инди-проектов.